# Namo Aziz
Namo Aziz (* 1958) ist ein in Deutschland lebender kurdischer Autor und Essayist irakischer Herkunft.
Mit seinem deutschen Erstlingswerk Kein Weg nach Hause (1991) nach der Flucht aus seiner Heimat beschrieb Aziz „Schmerz und Traum der Kurden“. Ihm folgte 1992 die Aufsatzsammlung Fremd in einem kalten Land (1992). In seiner Veröffentlichung Kurdistan und die Probleme um Öcalan (1999) über die Minderheitenfrage in der Türkei erschien auch ein Beitrag von Abdullah Öcalan selbst.
1991 promovierte Aziz an der Bonner Universität zum Thema Badr Shakir as-Sayyab und seine Bedeutung für die neue arabische Dichtung.

## Bibliografie
- Kein Weg nach Hause (1991), ISBN 3451040743
- Fremd in einem kalten Land (1992)
- Kurdistan – Menschen, Geschichte, Kultur  (1992), ISBN 3922619207
- Mein Kurdistan (1995), ISBN 3922619401
- Kurdistan und die Probleme um Öcalan, Edition Wissen (1999), ISBN 3932871952